# Pawel Rouba
Pawel Rouba (Inowrocław, 4 de setembre de 1939 - Barcelona, 4 de març de 2007) fou un actor polonès. Fou una figura cabdal per a la història del teatre de gest, tingué un paper important dins del panorama teatral europeu, tant en l'àmbit artístic com en la formació d'actors, especialment des de les aules de l'Institut del Teatre.

## Biografia
Format a Polònia, treballa com a primer actor de la companyia d'Henrik Tomaszewski i dur a terme una llarga trajectòria professional com a pedagog. L'any 1973 arriba a Barcelona i s'incorpora a l'Institut del Teatre com a professor de mim i pantomima, aportant una nova visió del treball de l'actor en incidir en la importància de la formació física. Com a director de l'Escola de Mim i Pantomima de l'Institut del Teatre el seu mètode revoluciona el programa d'ensenyament en 
incloure classes d'esgrima, acrobàcia o dansa.
El 1998 Rouba va fer el discurs inaugural de la primera edició del Festival COS de Reus, com a inspirador de les línies mestres d'aquest festival que ha esdevingut referent internacional en l'àmbit del mim i el teatre gestual.

## Exposició
El 2010 el MAE li va dedicar una exposició comissariada pel professor Jordi Vilà Zapata i produïda pel Centre de la Imatge Mas Iglesias de Reus, el Centre d'Arts Escèniques de Reus i el Festival COS, amb la col·laboració del Ministerio de Cultura i Reale Fundación. Es va poder visitar al Centre de la Imatge Mas Iglesias de Reus del 21 d'octubre al 29 de novembre de 2009, amb motiu del Festival Internacional de Mim i Teatre Gestual.